# 通霄溪
通霄溪，是位於台灣西北部的縣市管河川。主流河長10.00公里，流域面積79.88平方公里，涵蓋苗栗縣通霄鎮大部份區域。主流發源於通霄鎮福興里大坑東南側山谷，向西北流而注入臺灣海峽。

## 水系主要河川
以下由下游至源頭列出西湖溪水系主要河川，其中粗體字為主流河道。 
- 通霄溪：苗栗縣通霄鎮
  - 北勢窩溪：苗栗縣通霄鎮
    - 圳頭溪：苗栗縣通霄鎮
    - 內湖溪：苗栗縣通霄鎮
      - 楓樹溪：苗栗縣通霄鎮
      - 烏眉溪：苗栗縣通霄鎮

  - 南勢溪：苗栗縣通霄鎮
    - 土城溪：苗栗縣通霄鎮
    - 大坑溪：苗栗縣通霄鎮